# The Angry Video Game Nerd
The Angry Video Game Nerd (abreviado como AVGN ) é uma série americana de comédia, crítica e análise de jogos antigos criada e estrelada por James Rolfe e produzida pelo estúdio independente Cinemassacre. A série é centrada em um álter ego caricato de Rolfe chamado simplesmente de "O Nerd", um personagem que satiriza o estereótipo do nerd de videogames, de temperamento explosivo e ranzinza, geralmente fazendo comentários sobre jogos retrô de baixa qualidade. Embora a série tenha começado com Rolfe simplesmente jogando enquanto fazia comentários retrospectivos, o programa acabaria crescendo em escopo para abranger esquetes com personagens convidados, análises de consoles de jogos e periféricos e pequenas palestras sobre a história e cultura dos videogames.
Começando como um cineasta independente, Rolfe pretendia que seus primeiros vídeos do personagem (anteriormente denominados de The Angry Nintendo Nerd) fossem uma piada interna mostrada em particular entre amigos e colegas. Em 2004, Rolfe, por sugestão do futuro produtor da série, Mike Matei, colocou os vídeos Angry Nintendo Nerd em seu site. Em 2006, os vídeos são enviados para a emergente plataforma de streaming YouTube, onde ganhou popularidade. A série se tornou um sucesso cult e Rolfe começou a aparecer como personagem recorrente em várias outras mídias, como longas-metragens, videogames e em muitas aparições públicas. A série logo foi renomeada para The Angry Video Game Nerd para evitar problemas de marca registrada com a Nintendo, e para permitir que Rolfe analisasse jogos de consoles que não fossem da Nintendo. De 2007 a 2011, a série assinou um acordo de distribuição com os populares sites de jogos ScrewAttack e GameTrailers, e brevemente com o serviço de streaming Amazon Video em 2018.
The Angry Video Game Nerd é considerado um dos pioneiros em vídeos de análises na Internet, sendo altamente influente no estilo e formato dos revisores de vídeo subsequentes, além de ser responsável por ajudar a trazer o conceito para o mainstream. Desde então, vários artistas de crítica de mídia e comédia de esquetes citaram o programa como inspiração para seu próprio material, como JonTron, Nostalgia Critic, Egoraptor, Angry Joe, Caddicarus e Joueur du Grenier, dentre outros. No Brasil, o canal AVGN foi mencionado como influente na criação do canal brasileiro Colônia Contra-Ataca, onde Rolfe foi entrevistado pelo youtuber Wilson de Azevedo.

## Premissa
O show gira em torno dos comentários do "Nerd" sobre shovelware e videogames retrô considerados de baixa qualidade, dificuldade injusta ou design ruim. O personagem de Rolfe, "o Nerd", é um colecionador de videogames mal-humorado e ranzinza que analisa videogames antigos em uma forma que lembra comédias insultuosas, como Mystery Science Theatre 3000. O Nerd joga e analisa o jogo enquanto separa seus vários detalhes técnicos, falhas de design e anormalidades em um esforço para alertar seus espectadores contra o jogo. Não apenas de análises de jogos se baseia o conteúdo no canal, em outros episódios o Nerd é apresentado revisando consoles, periféricos, acessórios ou jogos de tema semelhante. As resenhas costumam ser prefaciadas com uma breve análise sobre a história do jogo ou sua própria experiência de infância, intercaladas com esquetes e discursos cômicos cheios de palavrões, entre outros vários elementos do roteiro. Ocasionalmente, os episódios podem se concentrar em jogos que o Nerd considera altamente respeitados, mas que não deixam de ser bizarros e não estão imunes a críticas, como EarthBound e sua campanha de marketing questionável.
Vestido como um nerd estereotipado em seu porão, o Nerd analisa o jogo com seus óculos de marca registrada e camisa de colarinho branco com bolso cheio de canetas, calças cáqui altas, meias e mocassins brancos, enquanto às vezes é bombardeado por personagens convidados de videogames e cultura popular também. Esses convidados costumam fazer comentários adicionais sobre os jogos, zombar da angústia do Nerd e agir como paródias dos personagens dos quais eles derivaram. Em resposta a eles e aos jogos, o Nerd obtém apelo cômico do uso excessivo e surrealista de cenários de fantasia, raiva e consumo de Rolling Rock (além de Yuengling em vídeos posteriores) ao revisar videogames. Sua raiva e palavrões sobre esses jogos ruins, geralmente pontuados pela frase de efeito "What were they thinking?! ("O que eles estavam pensando?!", em referência àqueles que projetaram e/ou comercializaram o jogo em questão), às vezes culminavam com ele destruindo cartuchos inteiros do jogo ou simulando defecar, queimar e às vezes até destruir os jogos ou consoles inteiros de videogame.
Em muitos casos, Rolfe se veste como outros personagens populares enquanto revisa seus jogos, como o Batman, Pernalonga e Indiana Jones. Outros personagens do show incluem o Nerdy Turd  e Shit Pickle (ambos são personagens anteriores criados por Rolfe), o Guitar Guy (interpretado por Kyle Justin, co-escritor da música tema do show), o Game Graphic Glitch Gremlin, Super Mecha Death Christ 2000 BC Versão 4.0 Beta e uma variedade de outros, além da aparição ocasional de outros críticos de videogame, como Pat the NES Punk. O show também teve convidados especiais, incluindo Lloyd Kaufman da Troma Entertainment enquanto o Nerd jogava vários jogos baseados em Toxic Crusaders, Macaulay Culkin de Home Alone, ajudando o Nerd a jogar jogos baseados na série de filmes, e Gilbert Gottfried, co-estrelando como um falso desenvolvedor principal de Life of Black Tiger, e o arquiinimigo do Nerd, Fred "Fucks" (Fred Fuchs) em 1 de agosto de 2019, enquanto o Nerd analisa o referido jogo.

## Episódios
| Temporada | Episódios | Episódios | Lançamento original     | Lançamento original    |
| Temporada | Episódios | Episódios | Primeiro lançamento     | Último lançamento      |
| --------- | --------- | --------- | ----------------------- | ---------------------- |
| 1         | 17        | 17        | 25 de maio de 2004      | 23 de dezembro de 2006 |
| 2         | 24        | 24        | 13 de fevereiro de 2007 | 22 de janeiro de 2008  |
| 3         | 23        | 23        | 19 de fevereiro de 2008 | 27 de janeiro de 2009  |
| 4         | 25        | 25        | 16 de março de 2009     | 6 de março de 2010     |
| 5         | 11        | 11        | 30 de abril de 2010     | 6 de abril de 2011     |
| 6         | 6         | 6         | 7 de julho de 2011      | 7 de dezembro de 2011  |
| 7         | 11        | 11        | 24 de julho de 2012     | 19 de dezembro de 2013 |
| 8         | 16        | 16        | 19 de março de 2014     | 22 de dezembro de 2014 |
| Filme     | Filme     | Filme     | 21 de julho de 2014     | 21 de julho de 2014    |
| 9         | 5         | 5         | 26 de março de 2015     | 22 de dezembro de 2015 |
| 10        | 5         | 5         | 6 de abril de 2016      | 20 de dezembro de 2016 |
| 11        | 12        | 12        | 23 de março de 2017     | 22 de dezembro de 2017 |
| 12        | 9         | 9         | 25 de abril de 2018     | 15 de dezembro de 2018 |
| 13        | 11        | 11        | 23 de janeiro de 2019   | 11 de dezembro de 2019 |
| 14        | 12        | 12        | 15 de janeiro de 2020   | 15 de dezembro de 2020 |
| 15        | 13        | 13        | 15 de março de 2021     | 21 de dezembro de 2021 |
| 16        | 6         | 6         | 17 de março de 2022     | 22 de dezembro de 2022 |
| 17        | ---       | ---       | 24 de fevereiro de 2023 | ---                    |

## Produção
Os dois primeiros episódios de James Rolfe pretendiam ser apenas uma piada interna, sem intenção de torná-los públicos. Em maio de 2004, ele criou suas primeiras análises de jogos diante das câmeras, utilizando comentários insultuosos com perplexidade exagerada em dois jogos - Castlevania II: Simon's Quest e Dr. Jekyll and Mr. Hyde- cujos se tornariam jogos recorrentes nas críticas do personagem do Nerd. Na época, a série foi intitulada às pressas como Bad NES Games (jogos ruins de NES). Rolfe explicou mais tarde em uma entrevista ao Daily News que a piada era o quão transtornado um jogador obsessivo poderia ficar com meros jogos eletrônicos que já tinham mais de 20 anos. Embora a análise do Dr. Hyde fosse a última, os amigos de Rolfe, que gostaram das análises anteriores de "Bad NES Games", o encorajaram a produzir uma nova análise. Um amigo próximo de Rolfe, Mike Matei, ajudou na produção e publicação dos vídeos no Cinemassacre, e lançados fora do site como fita "The Quickies", parte de um conjunto de quatro fitas VHS chamado "Cinemassacre Gold Collection".
Em 2006, Rolfe começou a disponibilizar os episódios no YouTube. Logo, Rolfe lançou uma crítica do jogo The Karate Kid, que foi o primeiro episódio em que o personagem de Rolfe é denominado como "The Angry Nintendo Nerd". Chamando esses vídeos de "The Angry Nintendo Nerd Trilogy", Rolfe os postou no Cinemassacre. O sucesso do programa fez com que Rolfe se ramificasse em outros sistemas de jogos, e mais tarde mudaria o título para Angry Video Game Nerd para evitar problemas de marca registrada com a Nintendo. Além disso, Rolfe diversificou as análises de plataformas e produtos como os consoles de videogame Atari 2600, Super Nintendo, Master System e Mega Drive, os periféricos Power Glove e U-Force, filmes como The Wizard, e a revista Nintendo Power. Rolfe continua a expandir os horizontes dos vídeos, analisando jogos como Sonic '06 no Xbox 360 e Big Rigs: Over the Road Racing no PC, apresentando assim jogos que fogem do escopo retrô.
A série de James Rolfe se popularizou quando sua crítica de Teenage Mutant Ninja Turtles se tornou viral no YouTube. Em um artigo do escritor Alex Carlson, ele explicou que, antes de 2004, as críticas sobre videogames eram reservadas principalmente para as maiores revistas e sites de jogos. Ele prosseguiu, afirmando que as opiniões dos escritores e jornalistas profissionais que escreviam as resenhas não correspondiam inteiramente às opiniões dos jogadores médios; e que "qualquer pessoa com uma webcam e Fraps agora pode se tornar um crítico e assumir uma mentalidade caracterizada, proferindo palavrões à vontade, sem ser censurado". Desde então, o programa aumentou substancialmente em quantidade, valor de produção e número de fãs. Rolfe começou a infundir vários episódios com ênfase em efeitos especiais e narrativas caseiras. O primeiro desses episódios cinematográficos foi uma revisão do jogo de 1989, Friday the 13th, em outubro de 2006, apresentando iluminação expressiva e ângulos de câmera para enfatizar sua narrativa com tema de filme de terror em que o Nerd é atacado por Jason Voorhees por não gostar do jogo. Os episódios posteriores alternaram entre análises diretas de jogos e aqueles com foco narrativo, semelhante a um documentário, com Rolfe apontando informações sobre o jogo ou console em análise. Quando questionado se o Nerd fará análises sobre a atual geração de videogames, Rolfe respondeu que “o programa é sobre nostalgia”, acrescentando que ele é “principalmente um jogador retrô”.
No final de 2007, Rolfe interrompeu a produção da série após sofrer uma falha na voz. Em 17 de março de 2010, ele anunciou publicamente que estava sofrendo de esgotamento devido ao estresse de seu trabalho constante e que o programa entraria em um breve hiato. O show foi retomado um mês depois; no entanto, apenas um episódio foi lançado por mês, ao contrário de dois episódios por mês devido a outros projetos de Rolfe. No final de 2011, Rolfe anunciou que o programa ficaria fora de produção por um curto período para que ele pudesse trabalhar no filme AVGN. O show finalmente retomou a produção no final do verão de 2012. Desde então, ele lança vídeos do Angry Video Game Nerd por conta própria em seu site Cinemassacre e canal no YouTube de forma bastante esporádica, a fim de equilibrar sua vida pessoal com os demais projetos em que trabalha continuamente. Em 2013, o programa conquistou mais de 900 mil inscritos e mais de 400 milhões de visualizações no YouTube. Em 2014, o Cinemassacre já contava com 1,5 milhão de assinantes. Rolfe afirmou que o programa "se tornou popular logo quando o YouTube se tornou popular".
Em janeiro de 2013, o canal do YouTube foi encerrado repentinamente devido a alegações de violações graves dos termos de serviço do YouTube. Posteriormente, o YouTube restabeleceu o canal.
Em março de 2016, o canal atingiu 2 milhões de inscritos, 10 anos após a criação do canal e primeiros uploads. Rolfe fez um pequeno vídeo para agradecer a todas as pessoas que se inscreveram, assistiram aos vídeos do canal e por apoiarem a si mesmo, a Mike Matei e a todos que tornaram o Cinemassacre mais popular. Em junho de 2019, o canal atingiu 3 milhões de inscritos, aos quais Rolfe agradeceu mais uma vez o apoio de todos e dos fãs que ainda assistem aos vídeos Nerd no aniversário de 13 anos do programa (no YouTube).
Em dezembro de 2020, Rolfe anunciou no canal principal do Cinemassacre no YouTube que o colaborador de longa data Mike Matei deixaria o canal para que Matei se concentrasse em sua carreira na Twitch.
Em 2021, o canal passou a ter backup no Odysee, onde os vídeos da série Monster Madness do Cinemassacre estão disponíveis, com link em seu site.

### Videografia

#### VHS/DVD
| Ano  | Título                          | Mídia | Episódios |
| ---- | ------------------------------- | ----- | --------- |
| 2004 | Cinemassacre Gold Collection    | VHS   | 1–2       |
| 2007 | Angry Video Game Nerd, volume 1 | DVD   | 1–17      |
| 2008 | Angry Video Game Nerd, volume 2 | DVD   | 18–39     |
| 2009 | Angry Video Game Nerd, volume 3 | DVD   | 40–62     |
| 2010 | Angry Video Game Nerd, volume 4 | DVD   | 63–84     |
| 2011 | Angry Video Game Nerd, volume 5 | DVD   | 85–97     |
| 2012 | Angry Video Game Nerd, volume 6 | DVD   | 98–107    |
| 2013 | Angry Video Game Nerd, volume 7 | DVD   | 108–114   |
| 2015 | Angry Video Game Nerd, volume 8 | DVD   | 115–121   |
| 2016 | Angry Video Game Nerd, volume 9 | DVD   | 122–139   |

#### Blu-ray
| Ano  | Título                                 | Mídia   | Episódios |
| ---- | -------------------------------------- | ------- | --------- |
| 2015 | Angry Video Game Nerd: X Collection    | Blu-ray | 1–100     |
| 2017 | Angry Video Game Nerd: X2 Collection   | Blu-ray | 101–114   |
| 2017 | Angry Video Game Nerd: X3 Collection   | Blu-ray | 115–140   |
| 2018 | Angry Video Game Nerd: Ready 4 Revenge | Blu-ray | 141–147   |
| 2020 | Angry Video Game Nerd: BFG Collection  | Blu-ray | 1–164     |
| 2022 | Angry Video Game Nerd: BFG Disc 9      | Blu-ray | 165–187   |

## Outras mídias
A análise de Rolfe do jogo De Volta para o Futuro foi relatada em um segmento da MTV chamado "Viral Videos Infect the Mainstream". Em 2 de novembro de 2008, seus vídeos e personalidade foram apresentados no programa de rádio nacional Opie and Anthony. O Nerd também se tornou o assunto de Howard Stern e David Arquette em um episódio do programa Sirius XM de Stern, no qual Stern comentou negativamente sobre o formato do programa, bem como sobre a comunidade de jogos em geral, durante uma convenção TooManyGames 2011 na Filadélfia. O próprio James Rolfe apareceu como Nerd em várias convenções de jogos e internet.
Em 24 de setembro de 2008, Rolfe colaborou com seu colega crítico de internet e bom amigo Doug Walker para criar uma rivalidade fictícia entre o personagem de Rolfe, o Nerd, e o personagem de Doug, o Nostalgia Critic, um personagem histérico que protagoniza análises de filmes. A trama por trás dos acontecimentos criados entre os dois foi sobre a antipatia do Crítico em relação aos comentários feitos em um de seus vídeos online que expressavam semelhanças entre ele e o Nerd, supostamente escritos pelos fãs do Nerd, que eram "comparações injustas entre os dois". A dupla trabalhou junta para criar uma série de respostas em vídeo entre os dois personagens, culminando com uma briga entre o Crítico e o Nerd em Clifton, Nova Jersey, um desafio entre a dupla de revisar algo na linha de trabalho do outro. (Nerd analisa um filme ruim, o Crítico analisa um jogo ruim) e uma briga final entre a dupla no porão do Nerd em 10 de outubro de 2008, que contou com paródias e clichês de filmes populares como Matrix Reloaded e Star Wars: Episódio III – A Vingança dos Sith. A série resultante de vídeos criados se tornou um grande sucesso entre os fãs. Para comemorar o primeiro aniversário do site ThatGuyWithTheGlasses, tanto Walker quanto Rolfe colaboraram novamente em um vídeo especial envolvendo seus personagens em que a trama se concentrava no encontro da dupla mais uma vez para lutar um contra o outro no qual se juntaram a eles colegas revisores e colaboradores do site que ficaram do lado de um ou de outro, culminando com a dupla pedindo uma trégua e deixando suas diferenças de lado. Mais tarde, Rolfe seria ator convidado como seu personagem em vários programas do Channel Awesome, até mesmo aparecendo para analisar o filme Teenage Mutant Ninja Turtle com o Nostalgia Critic, com o Nerd e o Critic fazendo uma aparição especial no anime Zettai Karen Children : O Ilimitado .

### Filme
| Ano  | Título                           |
| ---- | -------------------------------- |
| 2014 | Angry Video Game Nerd: The Movie |

Em 21 de julho de 2014, um filme independente baseado na série, intitulado Angry Video Game Nerd: The Movie, foi lançado online, bem como lançamentos limitados nos cinemas, com versões em DVD e Blu-ray lançadas até o final do ano. A trama do filme gira em torno do Nerd, que busca provar que mais de 1 milhão de cópias do proclamado "pior videogame de todos os tempos", ET, o Extraterrestre para o Atari 2600, não foram enterradas, após ser pressionado pelos fãs para revisar o jogo. Em sua busca para provar isso aos seus fãs, o Nerd é perseguido por autoridades federais que acreditam que ele está investigando a Área 51 e a queda de um objeto voador não identificado.
O filme começou a ser desenvolvido no final de 2006, após a popularidade da série Angry Video Game Nerd, com James Rolfe atuando como diretor, produtor e co-roteirista, e reprisando seu papel na tela como The Nerd. O roteiro do filme foi projetado para homenagear o personagem, que finalmente analisou o videogame ET, embora as filmagens exigissem que Rolfe equilibrasse sua agenda com a de suas séries online e outros trabalhos. O roteiro foi concluído em 2008, com o orçamento do filme de mais de US$300,000 arrecadados inteiramente por crowdfunding. Como parte de seu desenvolvimento, Rolfe pediu à base de fãs do programa que fornecessem imagens de webcam dos mesmos, reagindo ficcionalmente à websérie do Nerd, para serem usadas como uma introdução ao filme.
Embora Rolfe não tenha descartado a possibilidade de uma sequência do filme, que envolveria os tesouros perdidos de Swordquest, ele considera isso altamente improvável devido à quantidade de tempo gasto desenvolvendo e filmando Angry Video Game Nerd: The Movie e seu concentre-se em outros projetos de filmes.

### Jogos
| Ano  | Título                                 |
| ---- | -------------------------------------- |
| 2013 | Angry Video Game Nerd Adventures       |
| 2016 | Angry Video Game Nerd II: ASSimilation |
| 2020 | Angry Video Game Nerd I & II Deluxe    |

Em 2013, um videogame oficial intitulado Angry Video Game Nerd Adventures foi anunciado. Desenvolvido pela FreakZone Games (criadores de Manos: The Hands of Fate ), foi lançado em 20 de setembro de 2013, no Microsoft Windows via Steam. O jogo segue o Nerd tentando resgatar seus amigos, todos sugados para o aparelho de televisão do Nerd (feito no estilo Cheetahmen ). O Nerd usa um NES Zapper como arma principal, e um personagem conhecido como Naggi the Patronizing Firefly, uma paródia de Navi de The Legend of Zelda: Ocarina of Time, o guia através do tutorial. Ao longo do jogo, ele enfrenta zumbis, Mr. Hyde, Custer, The Giant Claw, Fred "Fucks" ( Fred Fuchs ), paródias de Jason Voorhees e Freddy Krueger (referências aos jogos A Nightmare on Elm Street e Friday the 13th respectivamente) chamados Bimmy e Jimmy (uma referência ao infame erro ortográfico do nome de Billy Lee em Double Dragon III como "Bimmy") e muitos outros. Em 12 de julho de 2014, foi anunciado que o jogo também seria lançado para Wii U e Nintendo 3DS . A versão de Wii U foi lançada na América do Norte em 2 de abril de 2015 e na Europa em 10 de dezembro de 2015. Em 4 de junho de 2015, uma versão 3DS ficou disponível para download na Nintendo eShop. Em 17 de julho do mesmo ano, durante a convenção anual SGC da ScrewAttack, Freakzone anunciou uma sequência, Angry Video Game Nerd II: ASSimilation, originalmente com lançamento previsto para o inverno de 2015, mas adiado para 29 de março de 2016.
Uma versão remasterizada dos dois primeiros jogos, The Angry Video Game Nerd I & II Deluxe, foi anunciada em 2019 e lançada em 30 de outubro de 2020, para Nintendo Switch e Steam, com portas para PlayStation 4 e Xbox One seguindo em 19 de março, 2021 e na Epic Games Store em 20 de dezembro de 2021. A remasterização, também desenvolvida pela FreakZone Games em estreita colaboração com a equipe Cinemassacre, apresenta novas opções de dificuldade, elementos de história alterados (personagens e eventos dos filmes foram substituídos), designs de níveis ajustados, várias melhorias e um capítulo de história adicional desbloqueado após a conclusão. ambos os jogos.
Também houve alguns jogos Angry Video Game Nerd não oficiais, feitos por fãs, incluindo Angry Video Game Nerd's Angry Video Game, Angry Video Game Nerd in Pixel Land Blast, AVGN Game Over, AVGN Game Over 2 e AVGN Planet . Há também o Angry Video Game Nerd e o AVGN KO Boxing, ambos para o Atari 2600. O Nerd abordou esses jogos no episódio AVGN Games. O Nerd também apareceu como personagem jogável no jogo Texting of the Bread produzido pela ScrewAttack .

### Música
| Ano  | Título                                                                |
| ---- | --------------------------------------------------------------------- |
| 2011 | The Angry Video Game Nerd Collection                                  |
| 2013 | Angry Video Game Nerd Adventures (trilha sonora)                      |
| 2014 | Angry Video Game Nerd: The Movie (Original Motion Picture Soundtrack) |
| 2022 | The Angry Video Game Album                                            |

A música de abertura da série, simplesmente intitulada The Angry Video Game Nerd Theme Song, é um elemento essencial da série desde sua concepção inicial. A música foi escrita por Kyle Justin e James Rolfe e interpretada por Justin. Ao longo dos anos, a música teve diferentes variações para corresponder aos especiais. O programador e músico Lachlan Barclay publicou uma trilha sonora baseada na websérie em 2011. Esta primeira compilação do show foi criada por Barclay devido às demandas dos fãs depois que ele tocou a música no Vídeo XYZ. Outra coletânea foi lançada em 2013 contendo músicas derivadas do videogame do Nerd. Desenvolvido também pela FreakZone, o álbum foi lançado pela ScrewAttack Entertainment LLC como download digital. Um álbum baseado no filme foi lançado em 2014, composto por Bear McCreary, que já havia trabalhado com Rolfe na websérie especial de Natal. A música do filme era composta de rock and roll, heavy metal, uma orquestra sinfônica e elementos musicais sintetizados de vários sistemas de jogos, como NES, Super Nintendo e Mega Drive . O álbum também traz dois remixes de McCreary.

### Spin-off e outros conteúdos do Cinemassacre
Board James é um programa de internet feito por Rolfe que o mostra interpretando o ingênuo, mas sinistro Board James, uma reencarnação de um assassino que quer reviver memórias mais felizes jogando jogos de tabuleiro como uma pessoa normal nas realidades alternativas para as quais ele escapou. No episódio "Videogames !!", está implícito que o Angry Video Game Nerd é uma personalidade alternativa de Board James. No entanto, James afirma em um vídeo posterior que isso não é canônico.
Rolfe também fez outras séries no Cinemassacre, como James & Mike Mondays e Lookin' at Books, além de vários curtas-metragens.

## Recepção e legado
O programa Angry Video Game Nerd fez de James Rolfe uma das celebridades mais populares da Internet, mesmo antes do advento do YouTube. The Angry Video Game Nerd foi eleita a Melhor Série da Web Online no 3º Open Web Awards Anual do Mashable em 16 de dezembro de 2009. Peggy Rajski descreve a origem do sucesso do programa decorrente do uso correto da internet, bem como do sistema de financiamento coletivo. Rajski disse ainda que "(Rolfe) já cultivou um público que se preocupava com seu trabalho anterior. Quando ele pediu que eles se apresentassem, claramente eles estavam dispostos a fazê-lo." O colega cineasta e celebridade da internet Doug Walker apelidou o Nerd de "O Maior Crítico de Videogames de Todos os Tempos". Jacob Rich, do Michigan Daily, descreveu o Nerd como o "programa pioneiro de 'gamer' da Internet", acrescentando que "praticamente todos os principais programas de análise de jogos online hoje têm que agradecer ao 'AVGN' por estabelecer seu formato". Comprovando sua fala, muitas séries como o JonTron, Egoraptor, Colônia Contra-Ataca, Caddicarus e o programa francês Joueur du Grenier foram baseados em Angry Video Game Nerd.
Zach Whalen descreveu a apresentação de jogos retrô no programa para os jogadores contemporâneos como "um processo de olhar para um passado inatingível e tentar trazer esse passado para o presente". Rolfe também comentou durante entrevista ao The Guardian sobre o impacto do programa na atual geração da indústria de videogames, dizendo que eles "ainda se identificam com ele e gostam de aprender sobre o passado". No mesmo artigo, o repórter Luke Langlands também destacou a influência do programa em inspirar a criação de outros programas online independentes. O sucesso do Nerd como uma celebridade independente fora do mainstream comercial da cultura pop popularizou a noção de fazer carreiras online para toda a vida. Em pesquisa publicada pela Mediscape, diversas pessoas admitiram ter se inspirado no Nerd para criar e enviar seu próprio conteúdo em diversos espaços online, incluindo YouTube, DeviantArt, SourceForge, GameFAQs e ScrewAttack, influenciando nomes como aqueles como o Nostalgia Critic, Angry Joe e outros.
Em sua análise do show e do personagem, o escritor Alex Carlson do Hardcore Gamer apelidou o personagem de Rolfe de "O Nerd que mudou a cultura dos jogos para sempre". Em seu artigo escrito, ele descreveu o Angry Video Game Nerd como "uma das figuras mais reconhecidas na cultura dos jogos", acrescentando que "se você é um jogador, é quase garantido que você navegou no YouTube e viu pelo menos alguns de vídeos da série. Quase uma década após o humilde início da série, o álter ego frequentemente falador de marinheiro de James Rolfe ainda está espalhando influência. A cada novo canal de jogos que aparece no YouTube, há algum nível de inspiração vindo direto do The Nerd. Desde o início, The Angry Video Game Nerd foi um grande salto em frente. Quer James Rolfe soubesse disso ou não, a ascensão de The Nerd foi um momento que mudou para sempre a crítica e o entretenimento dos jogos".